# Aaron Gillespie Will Make You a Star
Pour plus de détails, voir Fiche technique et Distribution.
Aaron Gillepsie Will Make You A Star est un film, réalisé par Massimo Mazzucco, sorti en 1996.

## Synopsis
Un jeune homme voulant devenir une star de cinéma s'inscrit dans une école d'art dramatique du gourou Aaron Gillespie, dont les méthodes d'enseignement sont peu orthodoxes.
Ce film est une satire d'Hollywood.

## Fiche technique
- Titre original : Aaron Gillepsie Will Make You A Star
- Pays de production : États-Unis, Italie
- Année : 1996
- Durée : 94 minutes
- Genre : Comédie
- Réalisateur : Massimo Mazzucco
- Scénariste : Massimo Mazzucco, Michael Capellupo, Scott Trost

## Distribution
- Sean Micheal Allen : David Berger
- Scott Caan : Sean
- Michael Capellupo : Luka
- Christine Cavanaugh : Mona
- J.D. Coburn : Gore
- Eric Edwards : Eddie
- Moon Hi Hanson : Étudiant